# 史蒂文斯村 (阿拉斯加州)
史蒂文斯村（英語：Stevens Village）是位於美國阿拉斯加州育空-科尤庫克人口普查區的一個人口普查指定地區。根據2010年美國人口普查，該地共人口78人，而該地的面積約為28.40平方千米。

## 地理
史蒂文斯村的座標為66°00′19″N 149°06′11″W / 66.00528°N 149.10306°W，而該地的平均海拔高度為93米（即302英尺）。